# Apuleia
|  | Aquest article tracta sobre el gènere de plantes. Vegeu-ne altres significats a «Appuleia». |

Apuleia és un gènere de plantes amb flor de la subfamília caesalpinioideae de la família de les fabàcies.

## Espécies
La espécie més coneguda és Apuleia leiocarpa, arbre d'uns 25-35 m d'alçada. Es troba principalment al sud del Brasil on es coneix amb els noms de Garapa, Grapia, Amarelinho, Amarealao, Garrote, Marotoa, Muiratua i Muirajuba.
- Apuleia asteroides
- Apuleia atractyloides
- Apuleia ferrea
- Apuleia fruticosa
- Apuleia grazielana
- Apuleia heterophylla
- Apuleia leiocarpa - Garapa
- Apuleia molaris
- Apuleia polygamia
- Apuleia praecox
- Apuleia rigida
- Apuleia zeyheri